# Din spira, Jesus, sträckes ut
Din spira, Jesus, sträckes ut är en psalm av Frans Michael Franzén från år 1812. Texten är skriven i tillbedjans form och tredje (sista) strofen är en ren bön. Viss bearbetning gjordes inför 1986 års psalmbok, i synnerhet att verbformen står i singularis. 
Melodin (2/2, F-dur) är en tysk folkvisa, känd från Wittenberg år 1533 och användes även till psalmen Vår Skapare, all världens Gud (1921 nr 610). Den finns också publicerad i Geistliche Lieder, som trycktes av boktryckaren Joseph Klug 1535.
|  |
|  |

## Publicerad i
- 1819 års psalmbok som nr 118 under rubriken ”Jesu andeliga werldsregering och wård om sin stridande Församling”.
- Sabbatstoner 1888 sång nr 117 med 3 verser
- Sionstoner 1889 som nr 468.
- Nya Pilgrimssånger 1892 som nr 562 under rubriken "Werksamhet och mission."
- Svensk söndagsskolsångbok 1908 som nr 241 under rubriken "Missionssånger".
- Svenska Missionsförbundets sångbok 1920 som nr 484 under rubriken "Guds rike och församlingen - Guds rike".
- Svenska Frälsningsarméns sångbok 1922 som nr 17 under rubriken "Inledningssånger och psalmer ".
- Svensk söndagsskolsångbok 1929 som nr 177 under rubriken "Missionssånger".
- Frälsningsarméns sångbok 1929 som nr 558 under rubriken "Högtider och särskilda tillfällen - Mission".
- Musik till Frälsningsarméns sångbok 1930 som nr 558.
- Sionstoner 1935 som nr 537 under rubriken "Mission".
- Guds lov 1935 som nr 634 under rubriken ”Kyrkans högtider”.
- 1937 års psalmbok som nr 118 under rubriken ”Tiden efter påsk”.
- Frälsningsarméns sångbok 1968 som nr 518 under rubriken "Strid Och Verksamhet - Mission".
- Den svenska psalmboken 1986 som nr 35 under rubriken ”Jesus, vår Herre och broder”.
- Finlandssvenska psalmboken 1986 som nr 164 under rubriken "Kristi kyrka".
- Lova Herren 1988 som nr 732 under rubriken "Mission".
- Cecilia 2013 som nr 54 under rubriken "Jesus Kristus".